# کالیبانوس گلاسیانوس
کالیبانوس گلاسیانوس (نام علمی: Calibanus glassianus) نام یک گونه از سرده کالیبانوس است.